# Francisco Álvares
Francisco Álvares (* um 1470 in Coimbra; † um 1540 in Rom) war ein portugiesischer Missionar und Entdeckungsreisender.

## Leben
Francisco Álvares erhielt eine Ausbildung zum Priester, durch die er zum Hofkaplan von König Manuel I. avancierte.

### Gesandtschafts- und Entdeckungsreise
Álvares war Mitglied einer königlich-portugiesischen Delegation, die im Jahre 1515 an den Hof des äthiopischen Kaisers, des Negus Lebna Dengel, entsandt wurde. Die Großmutter Lebna Dengels, Kaiserin Eleni, hatte ein Hilfegesuch an den König Manuel I. von Portugal gerichtet, da Äthiopien zu der Zeit durch die Türken des Osmanischen Reiches bedroht wurde.
Álvares reiste an Bord des Flaggschiffs einer portugiesischen Flotte mit dem Reiseziel Indien, die unter dem Kommando von Kapitän Lopo Soares de Albergaria am 7. April 1515 in Lissabon in See stach. Mit ihm reiste Duarte Galvão, letzterer als designierter Botschafter in Äthiopien. Lopo Soares de Albergaria war angewiesen, auf dem Rückweg von Goa einen Zwischenaufenthalt in Arabien zu machen, um dort Álvares und Galvão abzusetzen. So erreichte die Flotte am 17. März 1517 das Rote Meer bei Bab al-Mandab. Am 9. Juni 1517 landeten sie auf der Insel Kamaran. Dort verstarb Galvão. Álvares schilderte diese Ereignisse in einem Brief vom 9. Januar 1518 an König Manuel I.
Erst 1520 ergab sich für Álvares die Möglichkeit, nach Äthiopien zu gelangen, und zwar mit einer weiteren aus Goa kommenden portugiesischen Flotte, die Diogo Lopes de Sequeira zusammengestellt hatte. Am 9. April 1520 erreichte sie den Hafen Massaua. Dort ging die für den Besuch beim Negus gebildete Gesandtschaft an Land. Sie zählte 16 Personen: Rodrigo de Lima als Leiter, Missionare, Diplomaten, ein Arzt, ein Maler, ein Musiker und ihre Diener. Sie blieben rund sechs Jahre in Äthiopien. Am 24. Juni 1527 trafen sie wieder in Lissabon ein.

### Der Reisebericht
Francisco Álvares machte sich sogleich daran, seinen Reisebericht über die Eindrücke und Geschehnisse am äthiopischen Hof und unterwegs zu verfassen. Notizen dafür hatte er sich offenbar schon in Äthiopien gemacht. 1531 konnte er das Manuskript fertigstellen, 1540 erschien es als Buch unter dem Titel Verdadeira Informação das Terras do Preste João das Indias („Wahrhaftiger Bericht aus dem Reich des Priesters Johannes von Indien“). Darin schilderte Álvares seinen Aufenthalt am Hofe des Negus und gab dem christlichen Abendland erstmals einen Einblick in das christliche Äthiopien. Es ist die früheste auf eigener Beobachtung beruhende Beschreibung Äthiopiens durch einen Europäer.
Am 29. Januar 1533 konnte Álvares schließlich in Bologna – in Gegenwart von Kaiser Karl V. – Papst Clemens VII. in Rom mehrere Briefe des Negus überreichen. Er veröffentlichte noch im selben Jahr – in lateinischer Übersetzung – die Schreiben des Negus an den Papst. Ebenfalls noch im selben Jahr wurde das schmale Buch in Deutsche übersetzt. Weitere Übersetzungen folgten.
Francisco Álvares blieb bis zu seinem Tod in Italien. Er verfasste noch mehrere Schriften über Äthiopien. Sein aus fünf Büchern bestehendes Hauptwerk über äthiopische Geschichte, Kultur, Alltagsleben, Fauna und Flora ist verschollen.